# ماكس غريشكين
ماكس غريشكين (بالأوكرانية: Максим Гречкін)‏ هو لاعب كرة قدم إسرائيلي وأوكراني في مركز الدفاع، ولد في 4 مارس 1996 في كييف في أوكرانيا. لعب مع نادي مكابي تل أبيب.

## وصلات خارجية
- ماكس غريشكين على موقع قاعدة بيانات كرة القدم.إي يو (الإنجليزية)
- ماكس غريشكين على موقع بيانات كرة القدم. دي إي (الألمانية)
- ماكس غريشكين على موقع Soccerway.com (الإنجليزية)
- ماكس غريشكين على موقع عالم كرة القدم.نت (الإنجليزية)